# Sky Computing
Sky Computing ist ein neues Paradigma und eine Weiterentwicklung des Cloud-Computing-Modells. Es wird als ein Modell angesehen, das die bestehenden Clouds verschiedener Serviceanbieter in eine umfassende, interoperable Sky vereint. Das Konzept hinter Sky Computing besteht darin, eine Cloud of Clouds zu schaffen, der sich in einer ähnlichen Art und Weise wie das Internet, das aus einem Netzwerk von Netzwerken besteht, verhält.

## Beschreibung
Sky Computing verfolgt das Ziel, eine vollständige Abstraktion der Cloud-Ressourcen verschiedener Anbieter zu erreichen, sodass Anwendungen und Benutzer auf diese Ressourcen zugreifen können, ohne sich darum kümmern zu müssen, wo sich die Ressourcen oder Dienstleistungen in den einzelnen Clouds befinden. Die wichtigsten Merkmale des Sky Computing umfassen:
1. Cloud of Clouds: Eine vereinheitlichte, interoperable Cloud, die aus zahlreichen individuellen Clouds besteht.
2. Abstraktionsebenen: Diese gewährleisten die Interoperabilität der Clouds.
3. Verteilte Infrastruktur: Eine umfassende Infrastruktur für Cloud-Dienste.
4. Dynamische Skalierbarkeit: Ressourcen können dynamisch über mehrere Clouds skaliert werden.
5. Universalität: Anwendungen können in jeder Cloud ausgeführt werden.

Mit Sky Computing werden die Komplexität der Technologie und die Cloud-Ressourcen für Entwickler und Benutzer erheblich reduziert.
Typische technische Komponenten dienen der Vereinheitlichung von Schnittstellen, der dynamischen Inbetriebnahme von Cloud-Diensten sowie der standort- und kostenbewussten Datenverteilung:
Kompatibilitätsschicht: Diese Schicht abstrahiert die Dienste verschiedener Cloud-Computing-Anbieter und stellt einheitliche Programmierschnittstellen (APIs) zur Verfügung. Häufig kommen hierbei Open-Source-Technologien wie Kubernetes, Docker oder Apache Spark zum Einsatz. Ziel ist es, die Abhängigkeit von proprietären Cloud-Diensten zu reduzieren und portierbare, herstellerunabhängige Architekturen zu ermöglichen.
Intercloud-Schicht: Aufbauend auf der Kompatibilitätsschicht ermöglicht diese Schicht die dynamische, richtlinienbasierte Inbetriebnahme von Cloud-Diensten über mehrere Anbieter hinweg. Nutzer können üblicherweise Kriterien wie Kosten, Standortanforderungen (etwa DSGVO-Konformität), Verfügbarkeit oder Ausführungsdauer vorgeben. Die Cloud-Dienste werden in einem zentralen Katalog unter einer einheitlichen Namenskonvention geführt und mit Metadaten wie Anbieter, Region und Preis beschrieben. Diese Informationen ermöglichen es, individuelle Präferenzen bei der Auswahl und Zuweisung der Dienste zu berücksichtigen. In vielen Fällen umfasst die Intercloud-Schicht ein zentrales Abrechnungssystem, das die Zahlungsabwicklung übernimmt, ohne dass Endnutzer individuelle Verträge mit den jeweiligen Anbietern abschließen müssen.
Peering-Mechanismus: Bei datenintensiven Anwendungen kann es erforderlich sein, große Datenmengen zwischen verschiedenen Cloud-Anbietern zu übertragen. Da das Herunterladen von Daten (Egress) in der Regel teurer ist als das Hochladen (Ingress), berücksichtigt ein Peering-Mechanismus diese Kostenunterschiede bei der Datenverarbeitung. Er koordiniert die Datenverteilung in passende Regionen oder Cloud-Infrastrukturen, sofern dies den Nutzervorgaben entspricht.

## Geschichte
Die Idee des Sky Computing stammt aus Forschungsarbeiten, die Anfang der 2010er Jahre von Wissenschaftlern in den Bereichen Distributed Systems und Cloud Computing durchgeführt wurden. Die Vorstellung einer einheitlichen, interoperablen Cloud, die eine Cloud of Clouds bildet, wurde erstmals in einer Arbeit von R. Buyya et al im Jahr 2008 vorgestellt.
Weitergeführt wurde das Konzept von Ion Stoica und Scott Shenker der UC Berkeley im Jahr 2021. Das Konzept des intercloud Brokers wird am Sky Computing Lab an der UC Berkeley für die Wissenschaft fortgeführt. Daraus ist zum Beispiel die Open-Source-Bibliothek SkyPilot hervorgegangen. Für die Industrie wird das Konzept unter anderem von dem  Start-up PERIAN aus Deutschland und dem österreichischen Unternehmen Cortecs weiterentwickelt.

## Herausforderungen und Zukunftsaussichten
Obwohl Sky Computing das Potenzial hat, die Cloud-Computing-Landschaft zu revolutionieren, stehen noch einige Herausforderungen im Weg. Dazu gehören technische Herausforderungen, Datenschutz- und Sicherheitsbedenken sowie regulatorische Fragen. Es besteht außerdem das Risiko, dass sich kein effektiver Markt etabliert, beispielsweise aufgrund fehlender oder unvollständiger Angaben zu Diensten und Preisen oder durch aggressive Preispolitik dominanter Cloud-Anbieter. Trotz dieser Herausforderungen deuten viele Trends darauf hin, dass das Konzept des Sky Computing in der Zukunft eine wichtige Rolle spielen könnte.
Es wird erwartet, dass Sky Computing zu besserer Skalierbarkeit, Performance und Verfügbarkeit von Cloud-basierten Anwendungen führt und gleichzeitig neue Möglichkeiten für Innovationen und Geschäftsmodelle schafft.